# Reproduction dans le règne animal
 (mars 2023).
La reproduction dans le règne animal s'aborde sous différents angles. Dans cet article en seront envisagées les stratégies et modalités.

## Multiplication asexuée
La multiplication asexuée, ou agame ou somatique ou multiplication végétative, est une multiplication simple donnant une descendance pratiquement identique à l'organisme parental si elle ne fait pas intervenir de méiose. Dans les cas où la multiplication asexuée fait intervenir une méiose, la descendance peut être différente de l'organisme parental (voir parthénogenèses ci-dessous). 
En zoologie, le terme de « reproduction asexuée » est parfois aussi utilisé. 

### Modalités

#### Division binaire

Animation d'une division binaire totale.

La division binaire ou scissiparité consiste à ce qu'une cellule (mère) se divise en deux cellules (filles). Le génotype des deux cellules filles est identique à celui de l'ex-cellule mère. Cette reproduction s'effectue essentiellement chez les bactéries. Ce mécanisme général associe donc la réplication du chromosome bactérien et l’élongation puis le clivage du corps cellulaire. Ces deux processus ne sont cependant pas obligatoirement liés et, dans certains cas, le clivage du chromosome peut s’effectuer indépendamment de la cytodiérèse, donnant ainsi naissance à des formes bacillaires très longues, comportant plusieurs chromosomes dans une même cellule.

#### La fragmentation
La fragmentation est décrite comme un phénomène de stolonisation. À partir d'un individu on obtient une chaîne d'individus. Il existe plusieurs types de stolonisation :
- l'architomie ;
- la paratomie ;
- paratomie et bourgeonnement pygidial[C'est-à-dire ?].

#### Bourgeonnement ou gemmiparité
Dans le cas du bourgeonnement, ou gemmiparité, il y a formation d'excroissances sous forme de bourgeons, à partir d'un individu parental conservé. Il existe des bourgeons :
- coloniaux ou d'accroissement ;
- de dissémination.

### Parthénogenèses
La parthénogenèse est un mode de reproduction qui ne nécessite pas la présence d'un gamète mâle, uniquement d'un ovule, et résultant en des individus haploïdes. On la retrouve naturellement et très fréquemment chez certains hyménoptères ou phasmes (dont c'est le mode reproduction principal), et elle est soupçonnée dans différents phylums jusque chez les vertébrés (poissons). Elle a été obtenue expérimentalement et fortuitement avec des ovules humains.

#### Variantes
Il existe d'autres parthénogenèses particulières.

##### Pseudogamie
La pseudogamie ou gynogenèse, est un mode de développement de l'œuf qui implique la stimulation de l'ovule par un spermatozoïde ou même des moyens mécaniques artificiels (une aiguille par exemple). La matériel génétique du spermatozoïde « fécondant » dégénère et n'est donc pas exprimé dans la descendance. Ce mode de reproduction est retrouvé chez des espèces de poissons et coléoptères.

##### Androgénèse
L'androgénèse est le développement d'un individu à partir d'un spermatozoïde. Elle n'a pas encore été observée dans la nature, elle demeure uniquement expérimentale. Un ovule est irradié pour détruire le noyau et un spermatozoïde injecté dans son cytoplasme. Le spermatozoïde utilise les éléments de ce dernier et conduit à la formation d'un embryon (grâce à des pré-traitements particuliers). Cette manipulation a été effectuée avec succès avec un triton (amphibien)[réf. nécessaire]. Tous les individus ainsi obtenus sont haploïdes et ne sont pas viables[réf. nécessaire].

### Avantages de la multiplication asexuée
- participation de l'ensemble des membres d'une population
- plus grande simplicité par rapport à la reproduction (pas de recherche de partenaire, de parade, de compétition, etc.)
- production possible de nombreux individus formant une lignée isogénique à partir d'un parent. Les individus fils, en absence de brassage génétique, appartiennent à la même génération.
- colonisation rapide d'un environnement stable et favorable

### Inconvénients de la multiplication asexuée
La multiplication asexuée ne crée pas de diversité génétique : La reproduction asexuée reproduisant l'ADN à l'identique, les mutations dues à des erreurs de copies aléatoires, sont rares et ont peu de chances de donner un résultat viable. C'est pourquoi, la reproduction exclusivement asexuée est surtout viable chez des micro-organismes dont les populations peuvent compter de très grands nombres d'individus qui se reproduisent rapidement. C'est alors le nombre massif des reproductions qui assure l'existence de mutations viables.

### Régulation
La multiplication asexuée est régulée par des facteurs externes comme la température, la nutrition, la photopériode, la densité des individus, etc. Cette régulation s'effectue par des facteurs de croissance et non pas par de véritables hormones produites par une glande endocrine. La multiplication asexuée est liée à la capacité de régénération des organismes. C'est un mode facile et maintenu dans le temps de manière courte.

## La reproduction sexuée

### Définition
La reproduction sexuée implique la fusion des gamètes, donc la production de cellules germinales donnant des cellules haploïdes sexuées par l'intermédiaire du processus homogène appelé la gamétogenèse : les cellules d'un être se divisent en deux, chaque nouvelle cellule n'emportant qu'une moitié des chromosomes (méiose). Ces cellules ayant la moitié du patrimoine génétique sont appelées gamètes ; dans le cas des humains, il s'agit des spermatozoïdes chez l'homme et des ovules chez la femme.
Pour certains êtres, la fabrication de gamètes (gamétogénèse) a lieu dans des organes appelés gonades ; chez les humains, les gonades sont les testicules chez l'homme et les ovaires chez la femme.
Dans le cas de ce type de reproduction, il faudrait parler de procréation, puisque le patrimoine génétique n'est pas reproduit (un enfant n'a pas les mêmes chromosomes que son père ou sa mère mais un mélange des deux), voire de nouveaux chromosomes sont créés (enjambement).
L'isolement de cette lignée germinale est différente selon les embranchements. Les notions de lignée germinale et somatique ont été mises en place par Weissman[Lequel ?] en 1892.

### Gonades et gonoductes

#### Gamétogenèse diffuse
Il existe des organismes qui ne possèdent ni gonade ni gonoducte. C'est le cas des polychètes. Ils ont dans leurs cavité générale de l'hémocœle et la différenciation des gamètes s'effectue à partir du mésoderme. Ce sont des individus formant des gamètes mâle ou femelle. Ces gamètes empruntent le canal néphridien pour être libérées dans le milieu marin. Il s'ensuit une fusion de ces deux gamètes formant un hypothétique futur individu. Chez d'autres espèces, les gamètes empruntent une lésion qui se forme latéralement. Il n'y a pas de passage par les néphridies. C'est le cas le plus simple et le plus primitif.

#### Gonades non permanentes
On peut rencontrer deux cas :
- chez les spongiaires, il existe un testicule rudimentaire ;
- chez les hydres, il y a apparition d'un petit ovaire temporaire.

Chez les spongiaires, les éléments germinaux peuvent apparaître à n'importe quel moment du cycle. Il n'y a pas d'appareil évacuateur. Seulement pour la lignée mâle il y a des gonies se regroupant en amas dans la mésoglée. Ces gonies sont entourées par des cellules (collencytes). Cet ensemble forme un kyste (testicule rudimentaire non permanent dans lequel s'effectue la spermatogénèse). Ces kystes sont libérés dans le milieu extérieur en passant au travers de l'ectoderme. Ils pénètrent par le système inhalant dans une éponge femelle. Les kystes viennent alors au contact des choanocytes de l'endoderme femelle. Des cellules de la mésoglée vont se différencier en génocytes ou amedocytes et s'implantent dans l'endoderme. Les cellules femelles produisent des substances pour attirer les spermatozoïdes. On aboutit ainsi à la fécondation.
Chez les hydres, il y a des gonades rudimentaires temporelles. Chez l'hydre mâle, il se forme des testicules, on dit que c'est une espèce gonochorique. À la surface de ces hydres se forment sur la partie antérieure des ampoules testiculaires dans lesquelles se passe la spermatogenèse. Cette dernière se produit d'une manière stratifiée. On a une différenciation centrifuge de la spermatogenèse à l'intérieur de chaque follicule (partie de l'ampoule). Quand les spermatozoïdes sont formés, ils sont rejetés par l'intermédiaire d'un canalicule. Ceci au moment de la reproduction. Chez les femelles il y a apparition de taches ovariques blanchâtres avec des contours lobés. Il y a des ovogonies qui vont se multiplier et donner des ovocytes. Les ovocytes vont fusionner entre elles pour donner un plasmode qui aura un seul noyau et de nombreux lobes. ces lobes captent les ovogonies. Le plasmode perce la paroi de l'ectoderme et se fixe à l'aide de ces pseudopodes à l'extérieur du tégument en restant enchâssé dans l'ectoderme. Il est fécondé sur place.

#### Gonades permanentes

##### Hermaphrodisme
Le lombric, par exemple, possède deux paires de testicules indépendants. Ils ne sont pas liés et sont situés sur les segments numéro 10 et 11. Il possède également une paire d'ovaire dans le segment 13. Toutes ces gonades sont indépendantes mais reliées aux conduits par des pavillons ciliés se terminant par des spermiductes qui affluent vers le pore génital mâle des segments 15. En ce qui concerne la partie femelle, l'oviducte s'ouvre vers le pore génital femelle dans le segment 14. La maturation des cellules sexuelles mâles se fait dans les vésicules séminales en trois paires (spermatogenèse). Les spermatozoïdes passent dans le pavillon cilié. La maturation des cellules sexuelles femelles se fait dans l'ovisac. 
Au moment de la reproduction, le clitellum se gonfle. il se situe du 33e au 38e segment. Le tégument présente un renflement épidermique, sécrétant du mucus. Celui-ci recevra les gamètes spermatozoïdes et les ovules.

##### Sexes séparés: Arthropodes
Chez les Arthropodes, il y a continuité entre gonades et canaux évacuateurs, entre testicule et spermiducte et entre ovaire et oviducte. La différenciation sexuelle est précoce pendant la segmentation de l'œuf. La mise en place des gonades se fait dès les premières mues larvaires aux dépens des vésicules cœlomiques postérieures primitivement métamérisées. Ces vésicules fusionnent entre elles pour former deux bandelettes latérales donnant vers l'avant des gonades et vers l'arrière les canaux évacuateurs. Ces bandelettes sont colonisées par les cellules germinales.
Le testicule est constitué d'un grand nombre de tubes séminifères côte à côte. La spermatogenèse se fait de manière hélicoïdale du pôle apical au pôle basal.
- Les drosophiles possède un tube séminifère.
- Les Lépidoptères possèdent quatre tubes séminifères.
- Les Orthoptères possèdent jusqu'à deux cents tubes séminifères.

Le spermiducte va se renfler en une vésicule séminale servant à permettre la maturité des spermatozoïdes. De plus, les glandes accessoires (annexes) sécrètent une substance avec un rôle sur les cellules sexuelles mâles et sur le tractus génital femelle. Elle facilite l'insémination des femelles, active les spermatozoïdes, forme un bouchon de rétention du sperme dans les voies femelles, stimule la vitellogénèse, l'ovulation et la ponte par la production de peptides stimulateurs, inhibe la fécondation multiple et stimule les contractions de l'oviducte favorisant le transport des spermatozoïdes.

### Rencontre des sexes, des gamètes, fécondation
La rencontre se fait par l'intermédiaire de messagers chimiques. Ce sont des substances attractives. En milieu aquatique, on parle de fertilisines. Elles sont émises par l'ovule pour attirer les spermatozoïdes à distance. En milieu terrestre, on parle de phéromones sexuelles. Ces substances favorisent les rencontres et donc permettent une économie du matériel reproducteur.

#### Fécondation indirecte
À la différence des végétaux, la fécondation indirecte est générale chez les animaux. Elle est obligatoirement indirecte chez les animaux gonochoriques, c'est-à-dire à sexes séparés. La fécondation est aussi fréquemment indirecte chez les animaux hermaphrodites pour favoriser le brassage génétique.

##### Fécondation externe
Les individus libèrent leurs gamètes dans le milieu. Ce phénomène est très courant en milieu aquatique. Les parents ne se rencontrent pas. Un ensemble de facteurs interviennent pour que les chances de fécondation soient accrues. Les parents synchronisent leur cycle sexuel. Les huîtres par exemple se reproduisent de mai à septembre. La gamétogénèse commence après l'hiver quand la température remonte jusqu'à un seuil (température critique de ponte). La température influe aussi sur la durée de maturation des gamètes. Il y a une différence entre gamète femelle et gamète mâle.
- À 10 °C, la gamétogenèse est absente ou réduite.
- À 20 °C, les spermatozoïdes mûrissent en 1 jour, les ovules mûrissent en 3 jours.
- À 30 °C, les spermatozoïdes mûrissent en 1 heure, les ovules mûrissent en 3 heures.

La température régule donc la reproduction.
Les fertilisines permettent aussi d'optimiser les chances de fécondation. Pour les huîtres, les ovaires émettent une première fertilisine déclenchant la formation et la libération des spermatozoïdes. Elle agit donc sur les testicules et entraîne l'éjaculation des mâles. Une deuxième est produite par le mâle quand il y a libération des spermatozoïdes. Elle entraîne la ponte des femelles.
La libération des spermatozoïdes crée une autre substance (fertilisine) de nature nuléo-protéique (la dianthurie). elle agit sur le phénotype en relâchant les muscles adducteurs de la femelle. Cela entraîne une augmentation des ostio-branchiaux (c'est-à-dire l'ouverture des branchies) mais aussi augmentation de la vitesse de battement des cils des branchies. L'ensemble de ces réactions facilitent l'expulsion des ovules et des spermatozoïdes de la cavité palléale. Ce phénomène s'appelle la mer laiteuse.

##### Cas intermédiaire entre fécondation externe et interne

Lombric : appareil génital.

C'est la fécondation croisée entre deux individus qui se produit dans du mucus sécrété par chaque animal. Le cas des oligochètes est pertinent.
Il implique une fécondation réciproque grâce au caractère hermaphrodite de leur appareil reproducteur. Au moment de la reproduction, il y a un renflement au niveau du clitellum. Toujours au moment de la reproduction, il y a accouplement des individus se faisant tête-bêche position 69. Ainsi le clitellum de l'un communique avec les réceptacles séminaux de l'autre (et vice versa).
Au moment de l'accouplement, il y a des soies génitales au niveau des 10e, 15e et 27e segments. Ces soies sont longues et pointues (acérées). Elles s'enfoncent dans le conjoint en sécrétant des substances stimulatrices et coordonnant les contractions musculaires des deux partenaires. Des ondes de contraction se produisent entre le clitellum et les réceptacles séminaux. Ceci entraîne la libération des spermatozoïdes au niveau de l'orifice du segment 15, dans une gouttière ventrale. Cette gouttière va entraîner les spermatozoïdes jusqu'aux réceptacles séminaux de l'autre individu. C'est la même chose pour l'autre conjoint.
Les individus se séparent. Au niveau du clitellum, il y a sécrétion d'un anneau de mucus qui va coulisser le long de l'animal. Lorsque l'animal se déplace, le fourreau muqueux arrive à hauteur des pores génitaux femelles où il collecte les ovules. Quand l'anneau arrive au niveau du 9e, 10e segment de l'animal, les spermatozoïdes sont libérés dans le mucus. Le tube muqueux se solidifie et forme un cocon, à l'intérieur duquel a lieu la fécondation. On a un phénomène d'insémination interne avec une fécondation externe différée dans un milieu « marin » reconstitué. À l'intérieur du cocon, les ovules fécondés se développent en vers juvéniles semblables aux adultes.

##### Fécondation interne
Pour illustrer cet exemple le cas des spongiaires est intéressant. Leurs cellules sont formées à la base des choanocytes dans la mésoglée. Quand les ovocytes sont à maturité, elles émettent des fertilisines dans l'atrium et dans le milieu extérieur. Les spermatozoïdes passent au travers des choanocytes en se protégeant par une coque (spermiokiste). Le spermatozoïde perd alors son flagelle. Le spermiokiste devient cylindrique et disparait dans le salike vaginal qui migre au pôle basa du choanocyte et arrive au contact de l'ovocyte mûr. Le choanocyte perd sa collerette, son flagelle, il devient une cellule charriante et migre au niveau de la mésoglée. On parle de pronucleus mâle. La cellule charriante s'accole contre l'ovocyte énorme et crée une encoche au niveau du cytoplasme. La cellule charriante injecte par un pont cytoplasmique le pronucléus mâle. On parle de fécondation interne et indirecte. Les deux pronucléus sont alors en contact, c'est la fécondation.

#### Fécondation directe
La fécondation directe est particulière dans le règne animal. Elle est réservée à certaines espèces hermaphrodites.
L'autofécondation par laquelle des gamètes issus du même individu s'unissent entre eux est exceptionnelle. Elle est toutefois connue chez les plathelminthes, les tuniciers, quelques gastéropodes.

### Avantages de la multiplication sexuée
La reproduction sexuée est un moyen efficace de générer de la diversité au sein d'une population d'organismes complexes, en particulier quand leur taille et leur durée de vie ne permet pas d'avoir un nombre de reproductions suffisant pour assurer des mutations viables. La reproduction sexuée, en recombinant des segments d'ADN viables, garantit que chaque individu sera différents de ceux issus d'une reproduction différents des mêmes parents, tout en réduisant très fortement les risques que ceux-ci ne soient pas viables.